# Michał Woźniak (męczennik)
Michał Woźniak (ur. 9 września 1875 w Suchym Lesie, będącym wówczas częścią wsi Sokołów pod Warszawą, zm. 16 maja 1942 w Dachau) – polski duchowny katolicki, błogosławiony Kościoła katolickiego.

## Życiorys
Był synem Jana i Marianny z domu Laskus.
Kształcił się w Kolegium Salezjańskim w Lombriasco pod Turynem (1897-1900), a w 1902 roku wstąpił do Wyższego Seminarium Duchownego w Warszawie. Święcenia kapłańskie przyjął 29 września 1906 roku.
Posługę duszpasterską sprawował jako wikariusz kolejno w parafiach: Narodzenia NMP w Mińsku Maz., Podwyższenia Świętego Krzyża w Łodzi, Tomaszowie Maz. i św. Antoniego z Padwy w Warszawie. W październiku 1909 r. został administratorem parafii Wiśniew k. Mińska Maz., gdzie pod jego wpływem w ciągu 14 miesięcy ponad 100 osób porzuciło mariawityzm i powróciło do katolicyzmu. W 1911 r. (11 lutego) przeszedł do parafii Chojnata k. Mszczonowa. W Chojnacie gorliwie duszpasterzował blisko 10 lat. Tam spędził czas I wojny światowej (2 IV – 21 VI 1918 wraz z grupą parafian był więziony w twierdzy modlińskiej za ukrycie dzwonów). Dnia 11 października 1920 r. objął probostwo w Kamionnie k. Łochowa i funkcję dziekana dekanatu jadowskiego. Pod jego kierunkiem zdołano w trudnym czasie odbudować piękny kościół neogotycki, zniszczony w dużej części w 1915 r. przez wojska rosyjskie. W styczniu 1923 r. został proboszczem parafii św. Wawrzyńca w Kutnie i dziekanem kutnowskim. Podejmował tu szereg inicjatyw duszpasterskich i społecznych. Założył ośrodek salezjański na terenie swojej parafii (Woźniaków).
Piastował urząd egzaminatora synodalnego i został odznaczony godnością szambelana papieskiego (3 marca 1922).
Po wybuchu II wojny światowej został aresztowany (6 października 1941) i osadzony w obozie przejściowym w Lądzie, a następnie trafił do niemieckiego obozu koncentracyjnego Dachau (30 października). Zmarł 16 maja 1942 r. (według źródeł niemieckich). O jego męczeństwie napisał po wojnie towarzysz z obozu, ks. T. Rulski, na łamach "Wiadomości Archidiecezjalnych Warszawskich".
Jego stosunek do św. Jana Bosko zaowocował miłosierdziem w stosunku do biednych i potrzebujących pomocy, a także przekazaniem prywatnego majątku na rzecz salezjanów. Dzięki tej hojności powstała w zakupionym majątku kaplica i szkoła. Ofiarodawcę uczczono nazywając zakład salezjański jego imieniem, a w 1991 roku zmieniono nazwą wsi Gnojno Parcel na Woźniaków.
Ks. Woźniak pozostawił po sobie wspomnienia z lat 1911-1940 (z przerwą w latach 20.), wydane drukiem przez ks. L. Królika ("Kronika Parafii Chojnata", Warszawa 1995 i "Wspomnienia", Warszawa 1999). Ponadto kilkanaście artykułów autorstwa ks. Woźniaka można znaleźć w różnych przedwojennych czasopismach katolickich.
Beatyfikowany przez papieża Jana Pawła II w Warszawie 13 czerwca 1999 w grupie 108 polskich męczenników.